# A Championship
La A Championship fue la tercera liga de fútbol más importante de la República de Irlanda, la cual era organizada por la FAI con la esperanza de que los equipos pudieran dar un salto a la League of Ireland.

## Historia
Fue creada en el año 2008, teniendo como su primer campeón al UCD A el 11 de noviembre, pero al ser un equipo no pudo obtener el ascenso, el cual le fue otorgado al Mervue United FC luego de vencer en un playoff al Kildare County FC 5-2.
El Derry City B fue el último campeón en el año 2011, ya que en ese año la liga fue cancelada.

## Formato
La liga era dividida en 2 grupos de 16 equipos compuesta por equipos filiales y equipos convencionales, los cuales podían obtener el ascenso.

## Lista de Campeones
| Temporada | Campeón           | Ganador Grupo 1   | Ganador Grupo 2   | Ascendido        | Ganador de Copa   | Goleador | Mejor Equipo No Filial | Rival de Playoff  |
| --------- | ----------------- | ----------------- | ----------------- | ---------------- | ----------------- | -------- | ---------------------- | ----------------- |
| 2008      | UCD A             | Bohemians A       | UCD A             | Mervue United FC | No se jugó        | n/a      | Mervue United FC       | Kildare County FC |
| 2009      | Shamrock Rovers A | Salthill Devon FC | Shamrock Rovers A | Salthill Devon   | No se jugó        | n/a      | Salthill Devon FC      | n/a               |
| 2010      | UCD A             | Bohemians A       | UCD A             | No hubo          | Sporting Fingal A | n/a      | Cobh Ramblers FC       | Salthill Devon FC |
| 2011      | Derry City A      | Derry City A      | Bray Wanderers A  |                  | No se jugó        | n/a      | FC Carlow              |                   |

## Equipos
Esta es la lista de equipos que participaron del torneo:
| Club                    | Temporada 2008                    | Temporada 2009                    | Temporada 2010                         | Temporada 2011              |
| ----------------------- | --------------------------------- | --------------------------------- | -------------------------------------- | --------------------------- |
| Bohemians A             | 1º (Grupo 1) Finalista            | 2º (Grupo 2)                      | 1º (Grupo 1) Finalista                 | 5º (Grupo 1)                |
| Bray Wanderers A        | 4º (Grupo 2)                      | 3º (Grupo 2)                      | 8º (Grupo 2)                           | 1º (Grupo 2) Semi-Finalista |
| Castlebar Celtic AFC    |                                   | 4º (Grupo 1)                      | 7º (Grupo 1)                           |                             |
| Cobh Ramblers FC        |                                   | 9º (Grupo 2)                      | 2º (Grupo 2) No ascendió en le Playoff | 6º (Grupo 2)                |
| Cobh Ramblers A         | 6º (Grupo 2)                      |                                   |                                        |                             |
| Cork City A             | 2º (Grupo 2)                      | 6º (Grupo 2)                      |                                        |                             |
| Derry City A            | 7º (Grupo 1)                      | 5º (Grupo 1)                      |                                        | 1º (Grupo 1) Campeón        |
| Drogheda United A       | 4º (Grupo 1)                      | 2º (Grupo 1)                      | 9º (Grupo 1)                           | 6º (Grupo 1)                |
| Dundalk A               |                                   | 7º (Grupo 1)                      | 3º (Grupo 1)                           | 8º (Grupo 1)                |
| Fanad United            |                                   |                                   |                                        | 4º (Grupo 1)                |
| FC Carlow               |                                   | 8º (Grupo 2)                      | 5º (Grupo 2)                           | 4º (Grupo 2)                |
| Finn Harps A            | 2º (Grupo 1)                      | 3º (Grupo 1)                      | 5º (Grupo 1)                           | 7º (Grupo 1)                |
| Galway United A         | 3º (Grupo 2)                      | 9º (Grupo 1)                      | 9º (Grupo 2)                           | 8º (Grupo 2)                |
| Limerick A              | 7º (Grupo 2) (como Limerick 37 A) |                                   | 6º (Grupo 2)                           | 7º (Grupo 2)                |
| Mervue United FC        | 3º (Grupo 1) Ascendido            |                                   |                                        |                             |
| St Patrick's Athletic A | 5º (Grupo 2)                      | 7º (Grupo 2)                      | 3º (Grupo 2)                           | 3º (Grupo 2)                |
| Salthill Devon FC       | 8º (Grupo 1)                      | 1º (Grupo 1) Finalista, Ascendido |                                        |                             |
| Shamrock Rovers A       | 5º (Grupo 1)                      | 1º (Grupo 2) Campeón              | 4º (Grupo 2)                           | 2º (Grupo 2) Semi-Finalista |
| Shelbourne A            |                                   |                                   | 6º (Grupo 1)                           |                             |
| Sligo Rovers A          | 6º (Grupo 1)                      | 8º (Grupo 1)                      | 4º (Grupo 1)                           | 3º (Grupo 1)                |
| Sporting Fingal A       |                                   | 4º (Grupo 2)                      | 2º (Grupo 1)                           |                             |
| Tralee Dynamos          |                                   | 5º (Grupo 2)                      | 7º (Grupo 2)                           | 5º (Grupo 2)                |
| Tullamore Town FC       | 8º (Grupo 2)                      | 6º (Grupo 1)                      | 8º (Grupo 1)                           |                             |
| UCD A                   | 1º (Grupo 2) Campeón              |                                   | 1º (Grupo 2) Campeón                   | 2º (Grupo 1) Finalista      |

## Estadios
18 estadios vieron partidos del torneo en sus 4 temporadas de existencia.
| Estadio               | Imagen             | Club                          | Ciudad            | Inauguración | Clausura | Coordenadas                                          |
| --------------------- | ------------------ | ----------------------------- | ----------------- | ------------ | -------- | ---------------------------------------------------- |
| 01 Cahermoneen        |                    | Tralee Dynamos                | Tralee            |              |          | 52°16′45″N 09°42′36″O / 52.27917, -9.71000           |
| 02 Carlisle Grounds   | Carlisle !         | Bray Wanderers FC1            | Bray              |              |          | 53°12′20.57″N 6°6′10.40″O / 53.2057139, -6.1028889   |
| 03 Celtic Park        |                    | Castlebar Celtic FC           | Castlebar         | 1954         |          | 53°51′9″N 9°17′51″O / 53.85250, -9.29750             |
| 04 Dalymount Park     |                    | Bohemians FC1                 | Phibsboro, Dublín | 1901         |          | 51°33′28″N 000°06′10″O / 51.55778, -0.10278          |
| 05 Finn Park          |                    | Finn Harps FC1                | Ballybofey        |              |          | 54°47′51″N 7°46′39″O / 54.79750, -7.77750            |
| 06 Hunky Dorys Park   |                    | Drogheda United FC1           | Drogheda          | 1979         |          | 53°43′24.01″N 06°21′26″O / 53.7233361, -6.35722      |
| 07 Jackman Park       |                    | Limerick A1                   | Limerick          | 1970         |          | 52°39′28.01″N 08°37′20.19″O / 52.6577806, -8.6222750 |
| 08 Leah Victoria Park |                    | Tullamore Town FC             | Tullamore         | 2008         |          | 52°54′17″N 001°28′07″O / 52.90472, -1.46861          |
| 09 Morton Stadium     | Fingal !           | Sporting Fingal FC1           | Santry, Dublín    | 1958         |          | 53°24′5.04″N 06°14′41.24″O / 53.4014000, -6.2447889  |
| 10 Oriel Park         | Dundalk !          | Dundalk FC1                   | Dundalk           | 1919         |          | 53°59′56″N 6°25′0″O / 53.99889, -6.41667             |
| 11 Richmond Park      | St. Patricks !     | St Patrick's Athletic FC1     | Dublín            | 1925         |          | 53°20′27.32″N 06°18′59.83″O / 53.3409222, -6.3166194 |
| 12 Showgrounds        |                    | Sligo Rovers FC1              | Sligo             | 1928         |          | 54°16′12.15″N 8°29′14.04″O / 54.2700417, -8.4872333  |
| 13 St Colman's Park   |                    | Cobh Ramblers FC              | Cobh              | 1968         |          | 51°54′14.19″N 08°56′52.93″O / 51.9039417, -8.9480361 |
| 14 Tallaght Stadium   | Tallaght Stadium ! | Shamrock Rovers FC1           | Dublín            | 2009         |          | 53°17′0.66″N 06°22′25.48″O / 53.2835167, -6.3737444  |
| 15 Terryland Park     |                    | Galway United FC              | Galway            | 1977         |          | 53°17′04.77″N 09°03′22.53″O / 53.2846583, -9.0562583 |
| 16 The Valley         |                    | FC Carlow                     | Tullow            |              |          | 52°44′21.03″N 06°46′19.88″O / 52.7391750, -6.7721889 |
| 17 Tolka Park         | Tolka Park !       | Shelbourne FC1                | Drumcondra        | 1950         |          | 53°22′03.05″N 06°15′07.14″O / 53.3675139, -6.2519833 |
| 18 UCD Bowl           | UCD !              | University College Dublin FC1 | Dublín            |              |          | 53°18′37.47″N 6°13′41.01″O / 53.3104083, -6.2280583  |

1Equipos Filiales